# ジミー・ケベ
ジミー・ブーブー・ケベ（Jimmy Boubou Kébé, 1984年1月19日 - ）は、フランス・ヴァル＝ド＝マルヌ県ヴィトリー＝シュル＝セーヌ出身の元マリ代表サッカー選手。現役時代のポジションはフォワード。現役引退後はポーカープレイヤーとして活動している。

## 経歴

### クラブ
RCランスでプロキャリアを始め、2008年1月16日にレディングFCへ移籍することに合意したものの、USブローニュはシーズン終了までの期間でレンタル契約を結んでいたため早期終了を拒否した。最終的に1月28日に移籍金非公開・契約期間2年半でレディングに加入した。
2008年2月9日、アウェーのエヴァートンFC戦でジョン・オスターに代わりデビューしたが、その数分後に失点を喫してしまい0-1で敗れた。11月22日のサウサンプトンFC戦（1-2）で初得点を記録。12月6日のバーンズリーFC戦で相手DFデニス・ソウザ・ジ・ゲデスに対して肘打ちをしたため、移籍後初めて退場を命じられた。12月13日に契約を2012年夏まで延長した。
2009-10シーズンはキャリア最高となる10得点を記録し、翌2010-11シーズンの2010年8月21日にマデイスキー・スタジアムで行われたノッティンガム・フォレストFC戦（1-1）で移籍後通算100試合目を記録した。このシーズンは昇格を果たせなかったものの、プレーオフ圏内に導く活躍を見せたことから、2011-12シーズン初めにレスター・シティFCを含み他のクラブから関心を寄せられた。そのため、同シーズンで契約が切れるためレディング側は契約延長を望み、ケベも残留を考えていたが、自身が希望する3年契約ではなく2年契約が提示されたためサインすることに消極的だった。クラブ側はケベに対しチーム内で最高年俸を与えても構わない考えだったものの、それを3年維持するほどの余裕がなかった。この契約延長のやり取りは、翌年になりブライアン・マクダーモット監督に交代し、ケベを失う危険性が高くなっても続いた。最終的に2012年1月5日にケベが望んでいた3年契約が提示されたことで決着した。1月24日にクラブがAnton Zingarevichに買収されたことに続き、2014年まで正式に契約を延長。2011-12シーズンにチームは1位でプレミアリーグへ昇格した。
2012年9月29日、ホームにニューカッスル・ユナイテッドFCを迎えた試合（2-2）でプレミアリーグの舞台で初得点を挙げた。
2013年8月31日、プレミアリーグへの昇格が決定し補強を進めるクリスタル・パレスFCに移籍することが発表された。
その後RCDマヨルカに加入したが、出場機会がなく、2016年に現役を引退した。

### エピソード
2012-13シーズンにニューカッスルが次々とフランス人選手を次々と獲得していたことから、2013年1月に自身もサインしたとジョークを飛ばした。

### 代表
2004年、アテネオリンピックにU-23マリ代表として参加したケベは、グループリーグAを突破したものの、続くU-23イタリア戦で0-1で敗れ敗退した。